# Durowo (obwód lipiecki)
Durowo (ros. Дурово) – wieś (sieło) w Rosji, w obwodzie lipieckim, w rejonie dobrińskim. W 2010 liczyła 449 mieszkańców.